# Lilith Stangenberg

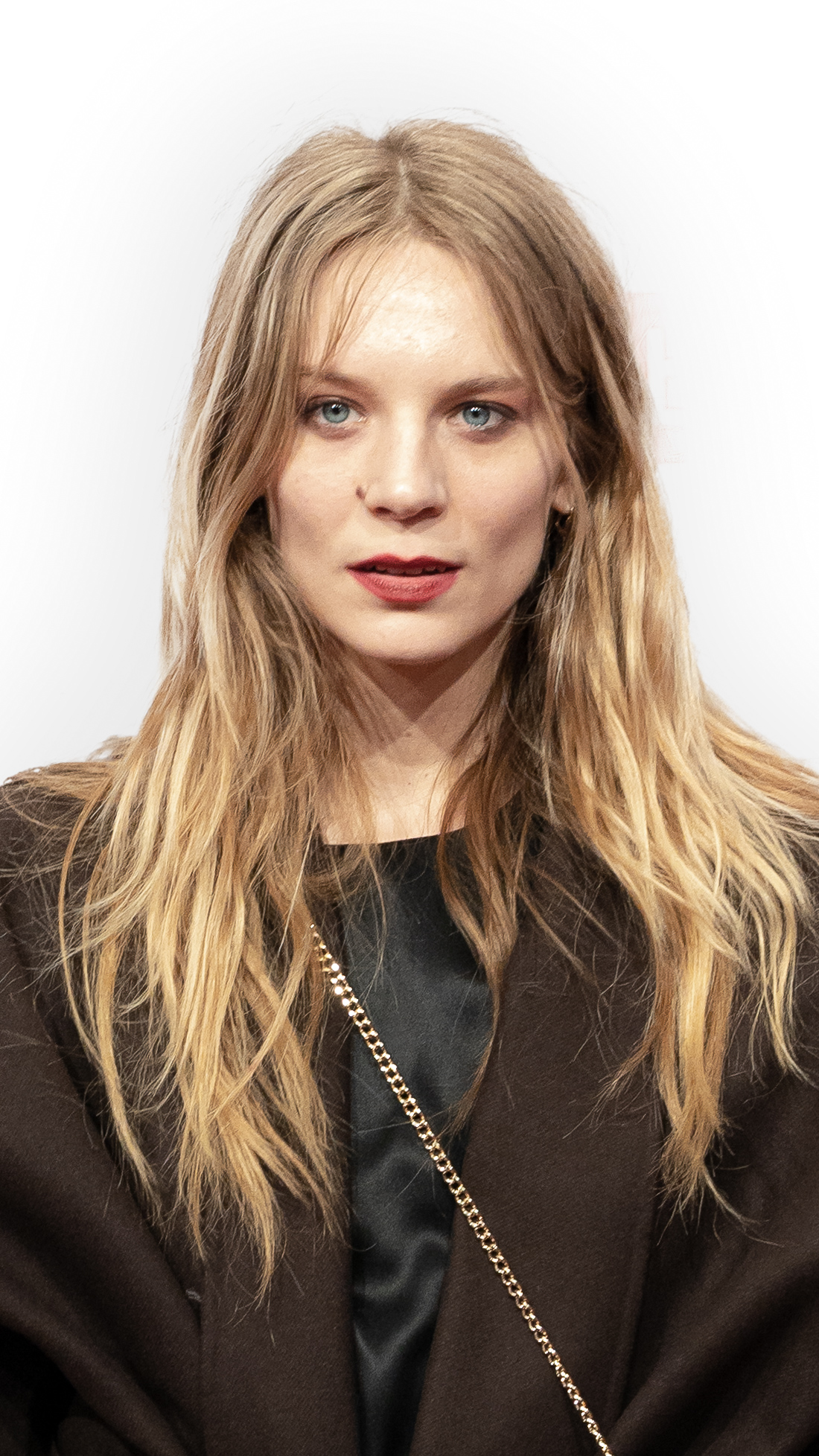
Lilith Stangenberg (2020)

Lilith Stangenberg (* 14. August 1988 in West-Berlin) ist eine deutsche Schauspielerin.

## Karriere
Stangenberg wuchs in Berlin-Kreuzberg auf. Ihre Eltern gehörten zur linken Hausbesetzerszene. Sie besuchte die Freie Waldorfschule Kreuzberg, wo sie Russisch lernte und über die sie ein Praktikum in einem Kinderheim in St. Petersburg absolvierte. Stangenberg begann ihre schauspielerische Laufbahn am P14 Jugendtheater der Volksbühne Berlin. Sie debütierte 2007 an der Seite von Bruno Cathomas in Robert Lehnigers Inszenierung von „Macht und Rebel“ nach dem Roman von Matias Faldbakken im Prater. Ohne weitere Schauspielausbildung wurde sie danach am Theater Basel und am Schauspiel Hannover engagiert und war von 2009 bis 2012 im Ensemble des Schauspielhaus Zürich. Gleichzeitig wurde sie auch für Film und Fernsehen tätig. 2010 wurde sie von der Fachzeitschrift Theater heute zur Nachwuchsschauspielerin des Jahres gekürt. Von 2012 bis 2016 gehörte sie zum Ensemble der Volksbühne Berlin am Rosa-Luxemburg-Platz.
Als Filmschauspielerin wurde Stangenberg vor allem in der mehrfach preisgekrönten (u. a. auch Nominierung Deutscher Filmpreis als beste Hauptdarstellerin) Hauptrolle in Nicolette Krebitz’ Spielfilm Wild bekannt, in dem sie eine junge Frau spielt, die eine Beziehung zu einem Wolf eingeht. Im Oktober 2018 spielte sie in dem Fernsehfilm Tatort: Blut die Episodenhauptrolle einer an einer Lichtallergie leidenden Frau, die in dem Glauben lebt, eine Vampirin zu sein. In Orphea, der Verfilmung des Orpheus-Mythos mit umgekehrten Geschlechterrollen durch Alexander Kluge und den philippinischen Künstler Khavn, verkörpert sie die Titelrolle. Der Film feierte seine Weltpremiere auf der Berlinale 2020 in der neu etablierten Sektion Encounters. Im selben Jahr veröffentlichte Sky Deutschland die 8-teilige Mystery-Horror-Fernsehserie Hausen mit Stangenberg.
2022 hatte der Film A E I O U – Das schnelle Alphabet der Liebe auf den Internationalen Filmfestspielen Berlin 2022 Premiere und konkurrierte im Wettbewerb um den Goldener Bären. Bei A E I O U – Das schnelle Alphabet der Liebe handelte es sich um eine erneute Zusammenarbeit von Stangenberg mit der Regisseurin Nicolette Krebitz.
In dem 2023 bei den Berliner Filmfestspielen uraufgeführten Filmdrama Seneca von Robert Schwentke spielt sie neben John Malkovich, der die Zusammenarbeit mit Stangenberg im Gespräch mit Rüdiger Suchsland überschwänglich lobte, die Paulina, die „Kindfrau“ des Philosophen Seneca. Im Jahr darauf feierte mit Sterben von Matthias Glasner, ein weiterer Film mit Stangenberg in einer Hauptrolle, im Wettbewerb der Berlinale Premiere. In dem mit dem Silberner Bär fürs beste Drehbuch ausgezeichneten Film spielt Stangenberg an der Seite von Lars Eidinger, Corinna Harfouch, Robert Gwisdek und Ronald Zehrfeld.
Stangenberg wird vertreten durch Sibylle Breitbach und die Agentur wasted Management mit Sitz in Berlin.

## Filmografie (Auswahl)
- 2008: In Tirana (Kurzfilm), Regie: Roberto Anjari-Rossi
- 2009: Beelzebub (Kurzfilm), Regie: Barbara Ott
- 2009: Lenny (Kurzfilm), Regie: Cyril Schäublin
- 2009: Rosa Roth (Folge 1x26 Das Mädchen aus Sumy) (Fernsehreihe) ZDF
- 2010: Das blaue Licht (Fernsehfilm) Hessischer Rundfunk
- 2011: Blitzeis (Kurzfilm), Regie: Georg Isenmann
- 2012: Diaz – Don’t Clean Up This Blood (Kinofilm)
- 2012: Polizeiruf 110: Stillschweigen (Fernsehfilm) NDR
- 2013: Mondo Americana (Kinofilm), Regie: Ulli Lommel
- 2014: Lügen und andere Wahrheiten (Kinofilm), Regie: Vanessa Jopp
- 2014: Die Lügen der Sieger (Kinofilm)
- 2015: Der Staat gegen Fritz Bauer (Kinofilm)
- 2015: Buddha’s Little Finger (Kinofilm), Regie: Tony Pemberton
- 2016: Wild (Kinofilm)
- 2016: Factory Cowboys – Working with Warhol (Kinofilm), Regie: Ulli Lommel
- 2017: Grießnockerlaffäre (Kinofilm)
- 2018: Bella Block: Am Abgrund (Fernsehreihe) ZDF
- 2018: Tatort: Blut (Fernsehfilm), Radio Bremen TV
- 2018: Whatever Happens Next (Kinofilm)
- 2019: Ich war zuhause, aber… (Kinofilm)
- 2019: Idioten der Familie (Kinofilm), Regie: Michael Klier
- 2020: Orphea (Kinofilm), Regie: Alexander Kluge und Khavn de la Cruz
- 2020: Hausen (Fernsehserie, 8 Folgen)
- 2021: Blutsauger (Kinofilm), Regie: Julian Radlmaier
- 2021: Love is a dog from hell (Kinofilm), Regie: Khavn de la Cruz
- 2022: Polizeiruf 110: Keiner von uns (Fernsehfilm) NDR
- 2022: Die Schwarze Spinne (Kinofilm), Regie: Markus Fischer
- 2022: Die stillen Trabanten (Kinofilm), Regie: Thomas Stuber
- 2022: A E I O U – Das schnelle Alphabet der Liebe (Kinofilm)
- 2023: Seneca – Oder: Über die Geburt von Erdbeben (Kinofilm)
- 2023: Europa (Kinofilm)
- 2024: Sterben
- 2024: Rizal's Makamisa: Pantasma ng higanti
- 2024: Haltlos
- 2025: Stammheim – Zeit des Terrors (Fernsehfilm)

## Theater
- 2007: Macht und Rebel (Matias Faldbakken), Regie: Robert Lehniger, Volksbühne Berlin
- 2007: Erkundungen für die Präzisierung des Gefühls zu einem Aufstand (Rolf Dieter Brinkmann), Regie: Martin Wuttke, Kultur Schloss Neuhardenberg
- 2008: Faust. Eine Tragödie und Faust. Der Tragödie zweiter Teil, (Johann Wolfgang von Goethe), Regie: Sebastian Baumgarten, Schauspiel Hannover
- 2008: Alte Meister (Thomas Bernhard), Regie: Christiane Pohle, Theater Basel
- 2009: Lulu (Frank Wedekind), Regie: David Marton, Schauspiel Hannover
- 2009: Die Bügelfalte des Himmels hält für immer (Anna Viebrock und Malte Ubenauf), Regie: Anna Viebrock, Theater Basel
- 2009: Im Wald ist man nicht verabredet (Anne Nather), Regie: Daniela Löffner, Schauspielhaus Zürich
- 2010: Der Hofmeister (Jakob Michael Reinhold Lenz), Regie: Frank Castorf, Schauspielhaus Zürich
- 2010: Gestern (Agota Kristof), Regie: Dušan David Pařízek, Schauspielhaus Zürich
- 2010: Fegefeuer in Ingolstadt (Marieluise Fleißer), Regie: Barbara Frey, Schauspielhaus Zürich
- 2011: Ödipus und seine Kinder (nach Sophokles, Aischylos und Euripides), Regie: Sebastian Nübling, Schauspielhaus Zürich
- 2011: Das Käthchen von Heilbronn, (Heinrich von Kleist), Regie: Dušan David Pařízek, Schauspielhaus Zürich
- 2011: Fahrende Frauen (René Pollesch), Regie: René Pollesch, Schauspielhaus Zürich
- 2011: Leonce und Lena (Georg Büchner), Regie: Barbara Frey, Schauspielhaus Zürich
- 2012: Don Juan (Molière), Regie: René Pollesch, Volksbühne Berlin
- 2012: Der eingebildete Kranke (Molière), Regie: Martin Wuttke, Volksbühne Berlin
- 2012: Der Geizige (Molière), Regie: Frank Castorf, Volksbühne Berlin
- 2012: Amerika (Franz Kafka), Regie: Frank Castorf, Schauspielhaus Zürich
- 2013: Fucking Liberty (Ulli Lommel), Regie: Ulli Lommel, Volksbühne Berlin
- 2013: Das Duell (Tschechow) (Anton Pawlowitsch Tschechow), Regie: Frank Castorf, Volksbühne Berlin
- 2013: Der General (René Pollesch), Regie: René Pollesch, Volksbühne Berlin
- 2013: Das Schottenstück. Konzert für Macbeth (nach William Shakespeare), Regie: David Marton, Volksbühne Berlin
- 2013: La Cousine Bette (Honoré de Balzac), Regie: Frank Castorf, Volksbühne Berlin
- 2013: Der Spieler, (Fjodor Michailowitsch Dostojewski), Regie: Frank Castorf, Volksbühne Berlin
- 2014: Tessa Blomstedt gibt nicht auf (Christoph Marthaler), Regie: Christoph Marthaler, Volksbühne Berlin
- 2015: Von einem der auszog, weil er sich die Miete nicht mehr leisten konnte (René Pollesch und Dirk von Lowtzow), Regie: René Pollesch und Dirk von Lowtzow, Volksbühne Berlin
- 2015: Pelléas et Mélisande (Maurice Maeterlinck), Regie: David Marton, Volksbühne Berlin
- 2015: Die Brüder Karamasow (Fjodor Michailowitsch Dostojewski), Regie: Frank Castorf, Volksbühne Berlin
- 2015: Rebel Dabble Babble Berlin (Paul McCarthy und Damon McCarthy), Regie: Paul McCarthy und Damon McCarthy, Volksbühne Berlin
- 2016: Hallelujah (Ein Reservat) (Christoph Marthaler), Regie: Christoph Marthaler, Volksbühne Berlin
- 2017: Faust (Johann Wolfgang von Goethe), Regie: Frank Castorf, Volksbühne Berlin
- 2018: Der haarige Affe (Eugene O’Neill), Regie: Frank Castorf, Deutsches Schauspielhaus Hamburg
- 2018: Hunger (Knut Hamsun), Regie: Frank Castorf, Salzburger Festspiele
- 2018: Bekannte Gesichter, gemischte Gefühle (Christoph Marthaler), Regie: Christoph Marthaler, Ruhrtriennale
- 2019: Lulu (Frank Wedekind), Regie: Stefan Pucher, Volksbühne Berlin
- 2020: Aus dem bürgerlichen Heldenleben (nach Carl Sternheim), Regie: Frank Castorf, Schauspiel Köln
- 2020: Lolita (R)evolution (Rufschädigendst) – Ihr Alle seid die Lolita Eurer Selbst! (Jonathan Meese), Regie: Jonathan Meese, Schauspiel Dortmund / Volkstheater Wien
- 2022: NV/Night Vater / Vienna (Paul McCarthy), Regie: Paul McCarthy, Volkstheater Wien
- 2022: A&E/Adam & Eve / Adolf & Eva (Paul McCarthy), Regie: Paul McCarthy, Deutsches Schauspielhaus Hamburg
- 2022: SMAK! SuperMacho AntiKristo (Khavn), Regie: Khavn, Volksbühne Berlin
- 2023: Sardanapal (George Gordon Byron), Regie: Fabian Hinrichs, Volksbühne Berlin
- 2023: Antigone (Sophokles), Regie: Karin Beier, Deutsches Schauspielhaus Hamburg

## Diskografie
- 2020: Orphea – Love Songs From Hell (Album, Fun In The Church)

## Auszeichnungen
- 2008: Short Tiger Award (In Tirana)
- 2010: Beste Nachwuchsschauspielerin des Jahres Theater heute
- 2011: Publikumspreis der Gesellschaft der Freunde des Schauspielhauses Zürich
- 2016: Evolution! Mallorca International Film Festival – Beste Darstellerin für Wild
- 2016: Darstellerpreis des Günter-Rohrbach-Filmpreises für ihre Rolle in Wild
- 2016: Preis der deutschen Filmkritik 2016 als beste Darstellerin (Wild)
- 2017: Nominierung Deutscher Filmpreis als beste Hauptdarstellerin (Wild)
- 2017: Nominierung Jupiter Award als beste Darstellerin National (Wild)
- 2018: Filmkunstpreis Sachsen-Anhalt in der Kategorie Nachwuchs
- 2020: Ulrich-Wildgruber-Preis[11]